# Agia Efthymia
Agia Efthymia  (in greco Αγία Ευθυμία?) è un villaggio nella prefettura della Focide, in Grecia. Unitamente al capoluogo della Focide, Amfissa, forma il comune di Amfissa. In antichità era detta Myonia o Myania.